# Communistische Partij van Spanje
De Communistische Partij van Spanje (Spaans: Partido Comunista de España, PCE) is een Spaanse politieke partij. Het is de grootste partij binnen de Verenigd Links-coalitie en heeft invloed op de grootste vakbond in Spanje, Comisiones Obreras. De partij is opgericht op 14 november 1921.
Na de Spaanse Burgeroorlog (1936-39) en staatsgreep van de militaire dictator Francisco Franco werd de partij verboden en ging het partijbestuur in ballingschap naar Parijs. Van in het begin van de jaren 1950 werd ze weer clandestien actief in het antifranquistische verzet. Vanaf 1956 speelde de hoogleraar en filosoof, Manuel Sacristán Luzón (1925-1985) een belangrijke rol in de wederoprichting. Hij was medeoprichter van Catalaanse zusterpartij Partit Socialista Unificat de Catalunya.